# A renitens
A renitens 2024-es magyar bűnügyi vígjátéksorozat, amelyet Móré Annamária alkotott, a francia A renitens nyomoz című sorozat alapján. A főbb szerepekben Gáspár Kata és Makranczi Zalán látható.
Az első epizódját 2024. február 23-án az RTL+, míg tévében 9 nappal később az RTL mutatta be.
2025 áprilisában berendelték a harmadik évadot.

## Szereplők

### Főszereplők
| Szerep                 | Színész                                             | Leírás                                                        | Évad |
| ---------------------- | --------------------------------------------------- | ------------------------------------------------------------- | ---- |
| Somos Renáta           | Gáspár Kata                                         | Takarítónő, akinek 160-as IQ-ja van, a rendőrségnél tanácsadó | 1–2. |
| Somos Renáta           | Borbély Alexandra                                   | Takarítónő, akinek 160-as IQ-ja van, a rendőrségnél tanácsadó | 3–   |
| Dobler Attila százados | Makranczi Zalán                                     | Nyomozótiszt                                                  | 1-   |
| Cseke Anikó őrnagy     | Balsai Móni                                         | Az életvédelmi osztály vezetője                               | 1-   |
| Czirják Imre           | Lengyel Benjámin                                    | Fiatal nyomozók                                               | 1-   |
| Mikes Boglárka         | Jeney Luca                                          | Fiatal nyomozók                                               | 1-   |
| Sanyi bá'              | Mikó István                                         | Renáta szomszédja                                             | 1-   |
| Zita                   | Horváth Zorka                                       | Reni gyerekei                                                 | 1-   |
| Balu                   | Markó Berzsián                                      | Reni gyerekei                                                 | 1-   |
| Lili                   | Szeliga Dorina (1. évad)                            | Reni gyerekei                                                 | 1.   |
| Lili                   | Széles Elizabeth (2. évad) Dankaházi Léna (2. évad) | Reni gyerekei                                                 | 2-   |
| Roland                 | Mészáros Béla                                       | Renáta volt férje                                             | 1-   |
| Ascher Linda           | Radnay Csilla                                       | Belső ellenőr                                                 | 2-   |

### Mellékszereplők
| Szerep | Színész        | Leírás        |
| ------ | -------------- | ------------- |
| Rudi   | Ódor Kristóf   | Orvosszakértő |
|        | Bánsági Ildikó | Renáta anyja  |
| István | Gáspár Sándor  | Renáta apja   |

### További szereplők
- Ágoston Katalin – Garai Franciska
- Andrádi Zsanett – jegyzőkönyvvezető
- Bagoly András – asszisztens
- Bakonyi Csilla – Mariann
- Bán Bálint – Szilárd
- Baranyai Sándor – Illés Zsolt
- Barna Zsombor – Pali
- Barsi Márton – vendég
- Bartha Bendegúz – csapos
- Békési Gábor – Sós Tamás
- Berényi Nóra Blanka – Alexa
- Bíró Enzó – vádlott
- Bobos Laura – Juli
- Bocsárszky Attila – kocsmáros
- Börcsök Olivér – Misi
- Bukovszky Orsolya – Illés Júlia
- Busi Lívia – pszichológus asszisztens
- Chován Gábor – Agárdi
- Czifra Krisztina – Hanna
- Csapó Judit – Kozák Petra
- Csarkó Bettina – nővér
- Csépai Eszter – Anna
- Dancs János – sittes arc
- Dékány Barnabás – Krisztián
- Dénes Viktor – Bakonyi Ferenc
- Dietz Gusztáv – Galambos Márk
- Diósi Martin – vádlott
- Dobos Evelin – Rebeka
- Domokos Éva Lili – fiatal Krisztina
- Dóra Béla – Krisztián
- Drabb Imre – serif
- Duna Orsolya – kasszásnő
- Ecsedi Erzsébet – szomszéd néni
- Éger Fédra – Laura
- Egger Géza – ingatlanos
- Egres Katinka – Szandi
- Egyed Attila – László
- Erdélyi István – néző
- Fábián Anita – Rácz Ibolya
- Fábián Csilla – nővér
- Fáncsik Roland – rendőr
- Fándly Csaba – ráckevei kapitány
- Farkas István – biztonsági őr
- Fehér Dániel – Vili
- Fehér László – Márk
- Fehérvári Péter – Nemes / Horváth
- Fekete Tamás – korcsolyázó
- Ficza István – Dobák
- Fillár István – Lóránd
- Friedenthál Zoltán – Dénes
- Fodor Annamária – Annamari
- Gajdos László – páciens
- Geréb János – idős gondnok
- Gerlits Réka – dr. Kiss Amanda
- Gerner Csaba – fodrász
- Gilicze Márta – Sára
- Gombos Judit – Noémi
- Gula Péter – Dezsőfi
- Gyaraki László – vádlott ügyvédje
- Gyetvai Martin – Marci
- Gyulai Anna Zsófia – Albán nagyobbik lánya
- Haffner Anikó – Klára
- Hajdu Laura – fiatal Erzsébet
- Harsányi Attila – Károly atya
- Hartai Petra – Horváth Zsófia
- Hegedűs Kata – Albán kisebbik lánya
- Hetyési Zsolt – Lajos
- Holecskó Orsolya – Keller Mónika / Galambos Ildikó
- Horváth Alexandra – Réka
- Horváth Szabolcs – Fekete Tamás
- Jászonyi Jára – korcsolyázó
- Jerkus Koppány – Luca pasija
- Jona Marka – kisfiú
- Kanyó Kata – Dóri
- Karcagi Dalma – Tulipán
- Kardos Róbert – Faragó Tamás
- Kaszás Csenge – rendőrnő
- Kaszás Mihály – Viktor
- Kazári András – rendőr
- Kékesi Gábor – Koller Gábor
- Kelemen Dániel – Gergő
- Kelemen Márton – Gábor
- Kerekes Péter – autós
- Keszég László – Takács alezredes
- Kisfaludy Zsófia – Laura
- Kiss Diána Magdolna – Orsolya
- Kónya András – Radovics Alex
- Kovács Gyopár – Vera
- Kovács Olivér – Gabi
- Krisztik Csaba – Vándor Milán
- L. Nagy Attila – Lengyel Martin
- Lakatos Viktória – rendőrnő
- László Lili – Barbara
- Lea Mihevc – Kristina
- Lengyel Ferenc – Péter
- Lugosi György – Halász őrnagy
- Majsai-Nyilas Tünde – Erika
- Majzik Edit – Szakonyi Anna
- Mangold Roland – Laci
- Márkus Luca – Maja
- Máthé Zsolt – hitelügyintéző
- Mizere Flóra – rendőrnő
- Moldvai Kiss Andrea – Fanni anyja
- Molnár Erika – Garai felesége
- Molnár G. Nóra – Ivett
- Molnár Gyöngyi – Lujza
- Molnár László – tetovált kuncsaft
- Nagy Angéla – Porsche-s nő
- Nagy Natália – recepciós
- Nari Nguyen – Mai
- Pálfi Kata – dr. Müller Szabina pszichológus
- Pálinkás Barbara – rendőrségi recepciós
- Papp János – Albán
- Pásztor Tibor – Garai ügyvédje
- Phan Thanh Huy – vietnámi étterem pincér
- Póta Kamilla – Rebeka gyereke
- Rácz László – négyujjú Laci
- Rancsó Dezső – Fanni apja
- Rataj Brúnó – pincér
- Réthelyi András – tetováló
- Réti Barnabás – Róbert
- Rezes Dominika – Juhász Luca
- Róbert Gábor – tulajdonos
- Rusznák Adrienn – Sarolta
- Sághy Tamás – Olivér
- Salat Lehel – Garai
- Sándor Dávid – Faragó
- Sárkány János – cipész
- Sárközi-Nagy Ilona – Dezsőfiné
- Schmuck Andor – autós
- Schneider Zoltán – Kornél atya
- Selmeczi Liza – Zsófia
- Séra Dániel – Bálint / Lana
- Simkó Katalin – Klára
- Soltész Erzsébet – bejárónő
- Sövegjártó Áron – vádlott ügyvédje
- Spiegl Anna – Szandra
- Spolarics Andrea – Erzsébet
- Szabó Zola – Petra apja
- Szabó Zoltán – János
- Szalai Attila – Csaba
- Szandtner Anna – Magda
- Szarvas Mirella – gyászoló rokon
- Szécsi Bence – Tibi
- Szellő István – önmaga
- Szőts Orsolya – Marika
- Szűcs Krisztina – Marina
- Takács Katalin – Margó
- Tallós Rita – Olga
- Teszárek Csaba – Kokacs Iván
- Tóth Auguszta – Radványi Éva
- Török András – grúz kocsmáros
- Tzafetás Benjámin – rendőr
- Ubranovits Krisztina – Kati
- Ujvári Bors – diák
- Vándor Éva – Krisztina
- Varga Gabriella – Szántó Izabella
- Varga Veronika – Szakonyi Kinga
- Vargyas Viktor – Nyári Krisztián
- Vass György – Ervin
- Vicei Zsolt – mentős
- Vizi Dávid – Mészáros Dániel
- Zádori Brigitta – Fanni
- Zrinyi Gál Vince – Bálint

## Évadok
| Évad | Évad | Részek száma | Részek száma | Eredeti sugárzás  | Eredeti sugárzás | Eredeti adó |
| Évad | Évad | Részek száma | Részek száma | Évadbemutató      | Évadzáró         | Eredeti adó |
| ---- | ---- | ------------ | ------------ | ----------------- | ---------------- | ----------- |
|      | 1.   | 8            | 8            | 2024. február 23. | 2024. április 5. |             |
|      | 2.   | 8            | 8            | 2025. március 27. | 2025. május 8.   |             |
|      | 3.   | n/a          | n/a          | n. a.             | n. a.            |             |

## A sorozat készítése
2023. április 25-én Kolosi Péter, az RTL Magyarország tartalomért felelős igazgatója bejelentette, hogy hamarosan egy új, francia nyelven alapuló sorozat magyar változata is elindul. 2023. október 26-án a Big Picture konferencián bejelentették a magyar címét is. 2024. február 13-án bejelentették a sorozat kezdési időpontját.

## Díjai
| Év   | Díj                       | Díj               | Jelölt      | Eredmény | Link  |
| ---- | ------------------------- | ----------------- | ----------- | -------- | ----- |
| 2025 | Televíziós Újságírók Díja | Legjobb sorozat   | A renitens  | Elnyerte | [ 6 ] |
| 2025 | Televíziós Újságírók Díja | Legjobb színésznő | Gáspár Kata | Elnyerte | [ 7 ] |

## Érdekességek
- Reni szüleit Gáspár Kata valódi szülei, Gáspár Sándor és Bánsági Ildikó alakítják. Ez az első alkalom, hogy Gáspár Kata bármilyen formában együtt játszik színész-szüleivel, akik korábban szándékosan kerülték a közös szereplést, hogy ne befolyásolják a lányuk karrierjét.[8]
- A 2. évad 7. részének története felépítésben és szereplőiben erős hasonlóságot mutat a 2019-es Tőrbe ejtve című film cselekményével. A film női főszerepét játszó Ana de Armas-nak Gáspár Kata volt a magyar hangja.